# Henrietta Swan Leavitt
Pour les articles homonymes, voir Leavitt.
Henrietta Swan Leavitt, née le 4 juillet 1868 et morte le 12 décembre 1921, est une astronome américaine ayant découvert la relation entre la luminosité des étoiles variables et leur période de variation. En 1893, diplômée du Radcliffe College, Henrietta Leavitt commença à travailler à l'observatoire de l'université Harvard, en tant que calculatrice, s'occupant d'examiner des plaques photographiques dans le but de mesurer et de cataloguer la luminosité des étoiles.
Bien que ses mérites n'aient été que très peu reconnus de son vivant, ce fut sa découverte d'une relation entre la luminosité de certaines étoiles variables, les céphéides, et le rythme de leurs pulsations qui permit aux astronomes de mesurer la distance entre la Terre et les autres galaxies. Elle expliqua sa découverte comme suit : « Une ligne droite peut facilement être dessinée entre les deux séries de points correspondant au maximum et au minimum, montrant qu'il y a une relation simple entre la luminosité des variables et leurs périodes ». Cette relation a été quantifiée plus tard par Ejnar Hertzsprung. Après la mort d'Henrietta Leavitt, Edwin Hubble repéra des céphéides dans la nébuleuse d'Andromède et put ainsi en déterminer la distance, bien plus grande que ce que l'on pensait, faisant de cette nébuleuse une galaxie.

## Jeunesse et études
Henrietta Swan Leavitt est la fille du pasteur de l'Église congrégationaliste George Roswell Leavitt et de sa femme Henrietta Swan (née Kendrick). Née à Lancaster, dans le Massachusetts, Henrietta Leavitt est la descendante de Deacon John Leavitt, un tailleur puritain anglais, qui s'est installé dans la colonie de la baie du Massachusetts au début du XVIIe siècle (le nom de famille a été orthographié Levett dans les premiers enregistrements du Massachusetts). Henrietta Leavitt fait ses études au Oberlin College et obtient son diplôme au Radcliff College, à l'époque connu sous le nom de Society for the College Instruction for Women. Elle obtient son baccalauréat en 1892. Elle intègre ensuite un large cursus universitaire incluant le grec classique, les beaux-arts, la philosophie, la géométrie analytique et les mathématiques. Ce n'est pas avant sa quatrième année à l'université que Henrietta Leavitt commence à étudier l'astronomie, cours où elle obtient un A- à ses examens finals. Puis elle voyage en Amérique et en Europe, voyages durant lesquels elle devient sourde.

## Carrière

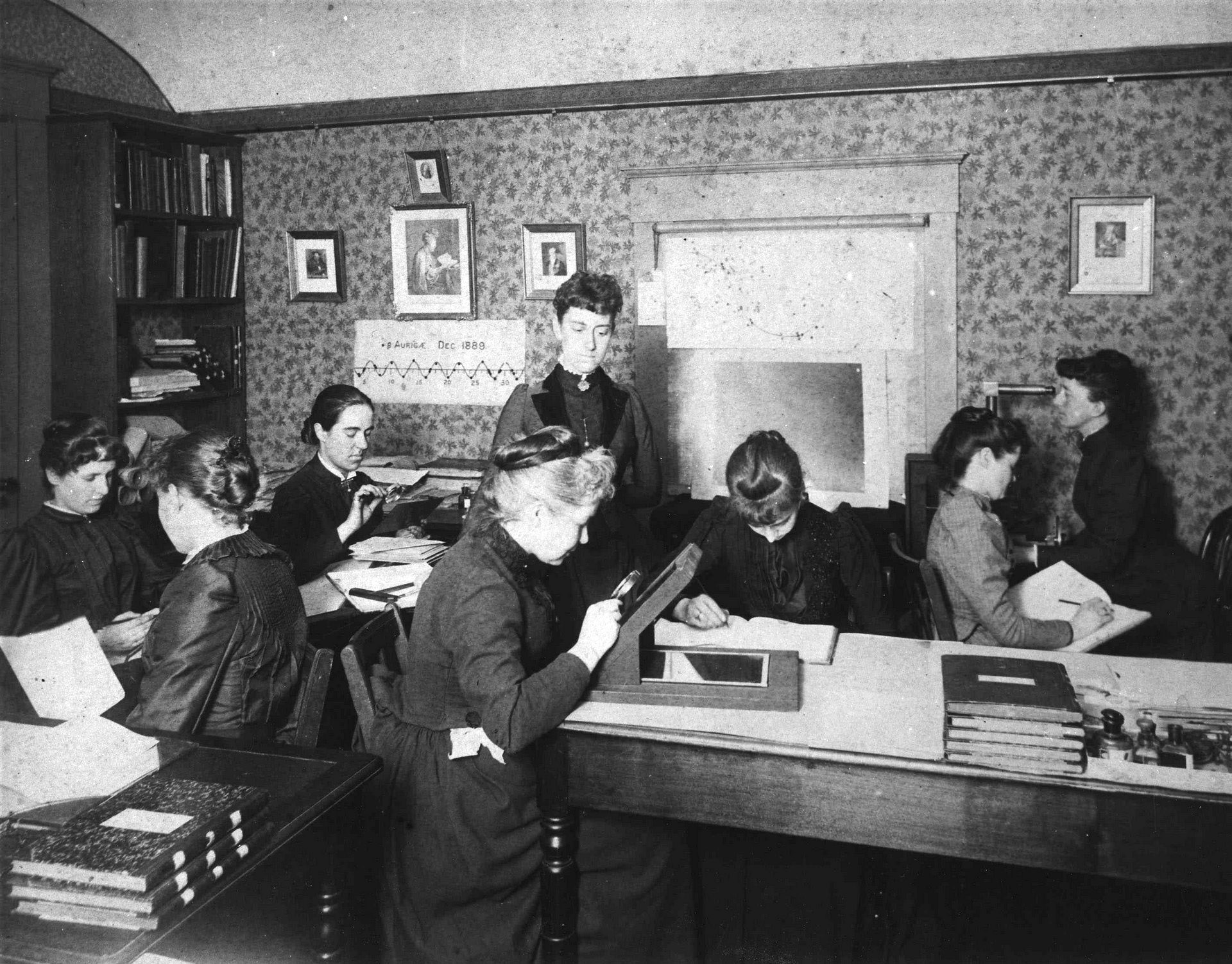
Ancienne photo du « Harem de Pickering », représentant les femmes calculatrices embauchées par l'astronome de Harvard Edward Charles Pickering. Le groupe inclut Henrietta Leavitt, Annie Jump Cannon, Williamina Fleming et Antonia Maury.

En 1893, Henrietta Leavitt obtient suffisamment de crédits pour pouvoir valider son diplôme d'études supérieures en astronomie pour son travail effectué à l'observatoire de l'université Harvard ; diplôme qu'elle ne validera toutefois jamais. C'est à l'Observatoire de l'Université Harvard qu'Henrietta Leavitt commence à travailler en tant que calculatrice humaine, embauchée par Edward Charles Pickering, pour mesurer et cataloguer la luminosité des étoiles en fonction de leur apparition dans la collection de plaques photographiques de l'observatoire. (Au début des années 1900, les femmes n'étaient pas autorisées à se servir de télescopes.) Comme Henrietta Leavitt était financièrement indépendante, Pickering n'avait initialement pas à la payer. Par la suite, elle sera payée 0,30 dollar de l'heure pour son travail. Elle a été décrite comme « travailleuse, sérieuse…, peu encline à la frivolité et très dévouée à sa famille, son église, et sa carrière. »
Pickering assigna Henrietta Leavitt à l'étude des étoiles variables, dont la luminosité varie avec le temps. Selon l'auteur scientifique Jeremy Bernstein, « les étoiles variables ont suscité un intérêt pendant des années, mais quand Leavitt commença à étudier ces plaques, je doute que Pickering ait pensé qu'elle ait pu faire une importante découverte — une qui aurait pu finalement changer l'astronomie. » Leavitt catalogua des milliers d'étoiles situées dans les nuages de Magellan. En 1908, elle publia ses résultats dans les Annales de l'Observatoire astronomique de l'Université Harvard, notant que certaines étoiles parmi les plus lumineuses avaient les plus longues périodes de variation. Après des études plus approfondies, elle confirma en 1912 que les céphéides avec une plus grande luminosité intrinsèque avaient les plus longues variations, et qu'une relation entre la luminosité et la période de variation des étoiles variables était prévisible.

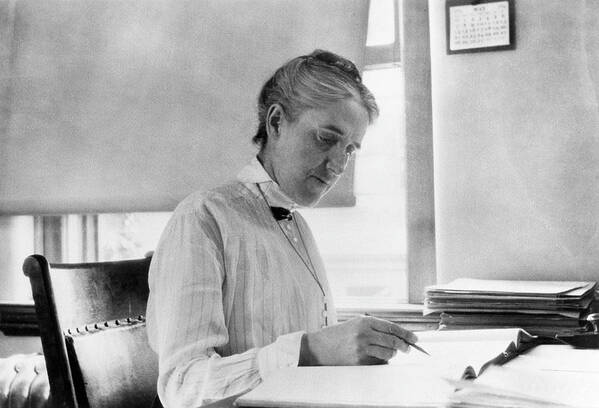
Henrietta Swan Leavitt travaillant à son bureau à l'observatoire de l'université Harvard.

Henrietta Leavitt supposa que toutes les céphéides situées dans les nuages de Magellan étaient approximativement à la même distance de la Terre, et que donc leur luminosité intrinsèque pouvait être déduite de leur luminosité apparente (mesurée sur les plaques photographiques) et de leur distance par rapport à chaque nuage. « Étant donné que les étoiles variables sont probablement à la même distance de la Terre, leurs périodes sont apparemment associées à leur émission actuelle de lumière, déterminée par leur masse, leur densité et leur luminosité de surface. ».
Sa découverte, qu'elle réalisa à partir de l'étude de près de 1 777 étoiles variables sur les plaques photographiques de Harvard, est connue comme la relation période-luminosité, aussi appelée loi de Leavitt : le logarithme de la période est linéairement lié au logarithme de la luminosité optique et intrinsèque de l'étoile (qui est la quantité d'énergie émise par l'étoile dans le spectre visible). Selon Leavitt, « Une ligne droite peut facilement être dessinée entre les deux séries de points correspondant au maximum et au minimum, montrant qu'il y a une relation simple entre la luminosité des variables et leurs périodes de variation. »,.
Henrietta Leavitt a également développé et continué d'affiner les normes de Harvard pour les mesures photographiques, mettant en place une échelle logarithmique ordonnant les étoiles en fonction de leur luminosité supérieure à la magnitude 17. Elle a d'abord analysé 299 plaques de 13 télescopes pour construire son échelle, qui a été acceptée par le Comité international des magnitudes photographiques en 1913.

## Influence

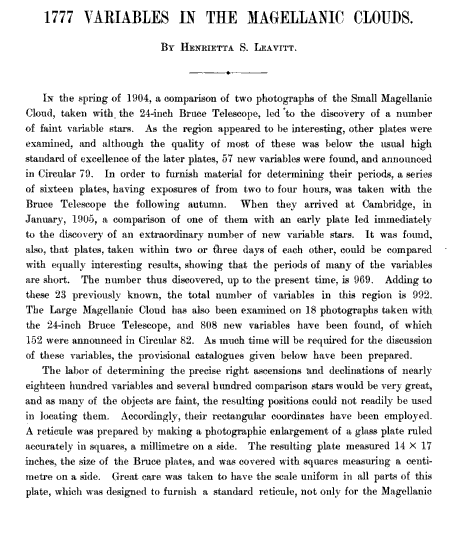
Page d'introduction de 1777 Variables in the Magellanic Clouds d'Henrietta S. Leavitt, Annals of the Harvard College Observatory, 1908.

La relation période-luminosité des céphéides fait d'elles les premières chandelles standards en astronomie, permettant aux scientifiques de calculer les distances entre des galaxies trop éloignées pour que leurs observations à partir de la parallaxe stellaire soient utiles. Une année après qu'Henrietta Leavitt eut noté ses résultats, Ejnar Hertzsprung détermina la distance de plusieurs céphéides dans la Voie lactée. Avec ces résultats, la distance jusqu'à chaque céphéide peut être précisément déterminée.
Des céphéides furent rapidement détectées dans d'autres galaxies, telles que la galaxie d'Andromède (découvertes notamment par Edwin Hubble en 1923-1924), et les céphéides devinrent rapidement une des preuves les plus importantes du fait que les « nébuleuses spirales » étaient en réalité des galaxies indépendantes très éloignées de notre Voie lactée. Ainsi, la découverte d'Henrietta Leavitt changea-t-elle pour toujours l'image de notre univers, car c'est grâce à cette découverte que Harlow Shapley eut l'idée que le Soleil pouvait être éloigné du centre de la galaxie dans le Grand Débat, et que Edwin Hubble eut l'idée d'éloigner notre Galaxie du centre de l'Univers.
Les réussites de l'astronome américain Edwin Hubble, qui prouva l'expansion de l'Univers, furent rendues possibles par les recherches d'Henrietta Leavitt. « Si Henrietta Leavitt avait fourni la clef pour déterminer la taille du cosmos, alors ce fut Edwin Powell Hubble qui l'inséra dans la serrure et fournit les observations qui permirent de la tourner », écrivent David H. et Matthew D.H. Clark dans leur livre Measuring the Cosmos. Hubble déclara souvent que Leavitt méritait le prix Nobel pour son travail. Gösta Mittag-Leffler, de l'Académie royale des sciences de Suède, envisagea sa nomination pour ce prix en 1924, avant d'apprendre qu'elle était morte du cancer trois années auparavant (le prix Nobel ne peut pas être attribué à titre posthume). Bien qu'elle fût payée seulement 10,50 dollars par semaine à une époque où les femmes n'étaient pas admises dans l'enceinte des grands observatoires, sa découverte permettant le calcul précis des distances à une échelle inter-galactique a ouvert la voie vers la compréhension de la structure et de l'échelle de l'Univers, fondement de l'astronomie et de la cosmologie moderne.

## Maladie et mort

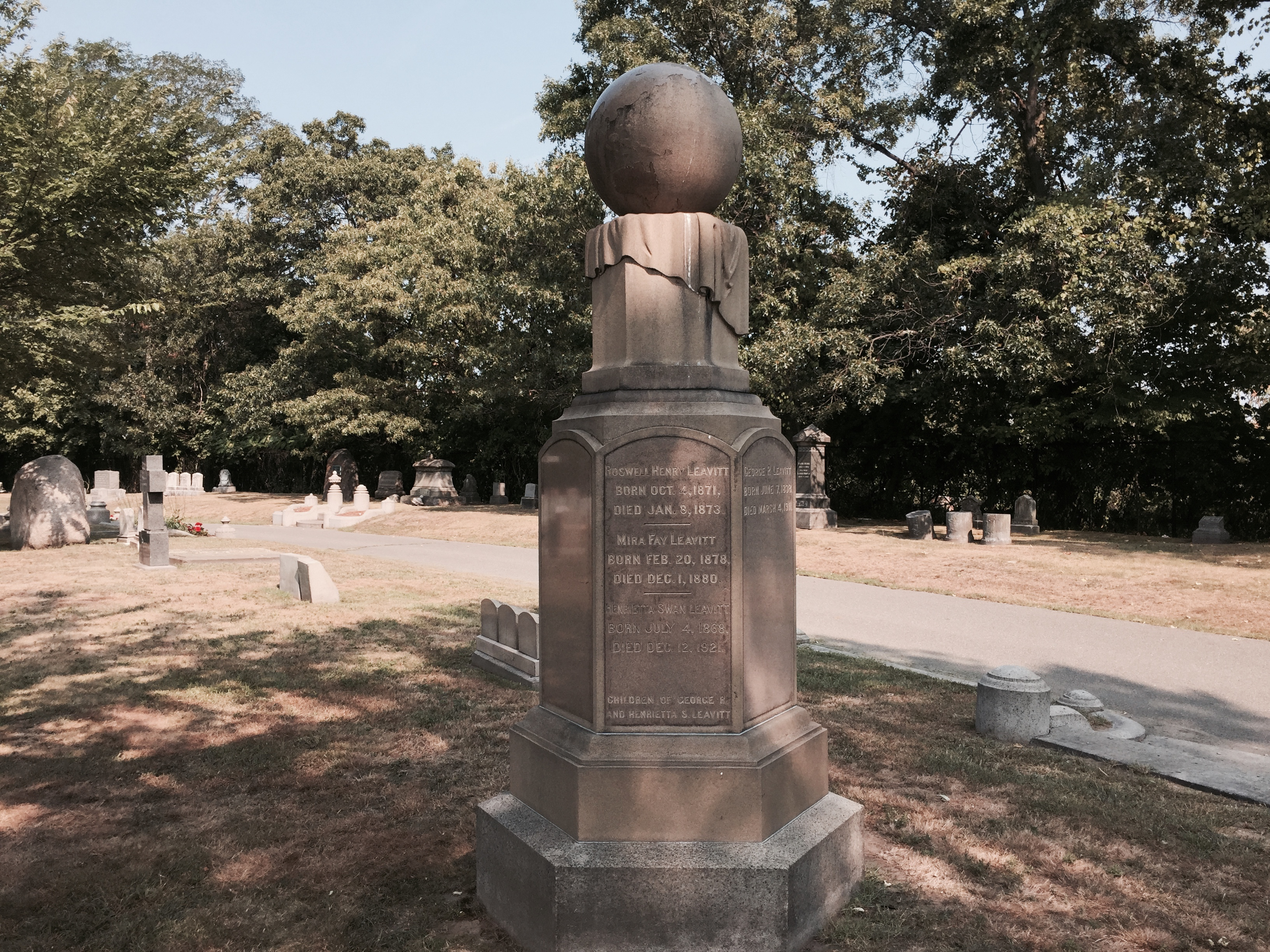
Monument familial des Leavitt au cimetière de Cambridge.

Henrietta Leavitt travailla sporadiquement pendant qu'elle était à Harvard, mais des problèmes de santé et ses obligations familiales étaient aussi très présents. Une maladie contractée après la fin de ses études au Radcliffe College lui fit perdre de plus en plus son ouïe. En 1921, quand Harlow Shapley fut nommé directeur de l'observatoire, Henrietta Leavitt prit la tête du service de photométrie stellaire. À la fin de l'année, elle succomba du cancer et fut enterrée dans la parcelle familiale des Leavitt au Cambridge Cemetery à Cambridge, Massachusetts.

Dans sa biographie d'Henrietta Leavitt, l'écrivain George Johnson (en) écrivit : 

« Assise au sommet d'une colline, la parcelle est marquée d'un grand monument hexagonal, au-dessus duquel (bercé sur un piédestal en marbre drapé) se trouve un globe. Son oncle Erasmus Darwin Leavitt et sa famille sont également enterrés là, avec d'autres membres de la famille Leavitt… »

 Une plaque en la mémoire d'Henrietta et de ses frère et sœur Roswell et Mira est installée d'un côté du monument. Il n'y a aucune épitaphe en hommage aux découvertes d'Henrietta Leavitt en astronomie.
Henrietta Leavitt était membre de Phi Beta Kappa, de l'Association américaine des femmes diplômées des universités  (AAUW), de l'Union américaine d'astronomie (AAS), de l'Association américaine pour l'avancement des sciences (AAAS) et était membre honoraire de l'Association américaine des observateurs d'étoiles variables. Sa mort, à 53 ans, fut une tragédie pour ses collègues de par la grandeur de ses découvertes. Solon I. Bailey nota qu'« elle avait l'agréable don d'aimer tout ce qui était adorable et en valait la peine chez les autres, et possédait une nature bienveillante qui, pour elle, rendait chaque chose de la vie magnifique et pleine de sens ».

## Publications

### Articles scientifiques
- (en) Henrietta S. Leavitt, 1777 variables in the Magellanic Clouds, in Annals of Harvard College observatory, 60, pp. 87-108.3, 1908[26] (puis 1984[27]).

### Ouvrages
- (en) Henrietta S. Leavitt, Standards of magnitude for the astrographic catalogue, in Annals of Harvard College observatory, 85, VII, 1924 (puis Annals of Harvard College observatory, 85, VIII)[28].

## Récompenses et honneurs
- L'astéroïde (5383) Leavitt et le cratère lunaire Leavitt (en) sont nommés en son honneur[29],[30].
- Malgré sa mort quatre années auparavant, le mathématicien suédois Gösta Mittag-Leffler tenta de la nommer pour le prix Nobel de physique de 1926, et écrivit à Shapley pour obtenir plus d'informations sur son travail sur les variables céphéides. Shapley répondit et informa Mittag-Leffler de la mort d'Henrietta Leavitt et déclara que le vrai mérite devait revenir à son interprétation de ses recherches (l'interprétation de Shapley). Elle ne fut jamais nommée car le prix Nobel ne peut pas être attribué à titre posthume[31].

## Dans l'art
Lauren Gunderson a écrit une pièce de théâtre, Silent Sky, qui suit la vie d'Henrietta Leavitt depuis son entrée à Harvard jusqu'à sa mort.
George Johnson a écrit une biographie, Les Étoiles de Miss Leavitt, qui montre l'importance des femmes dans le progrès de la science à travers l'histoire de Henrietta Swan Leavitt.
Robert Burleigh a écrit la biographie Look Up!: Henrietta Leavitt, Pioneering Woman Astronomer (Zoom : Henrietta Leavitt, femme pionnière de l'astronomie) pour un jeune public, notamment pour les enfants de quatre à huit ans.
Dans sa pièce de théâtre L'Exoconférence, portant sur l'astrophysique, le personnage d'Alexandre Astier se débat constamment avec son programme de projection, surnommé « Swan » en hommage à Henrietta Swan Leavitt.

### Filmographie
- Donald Walther & Romain Egea, Chercheuses d'étoiles (2020), documentaire, 51'50, sur Cecilia Payne, Henrietta Leavitt, Margaret Burbidge et Vera Rubin : Donald Walther, « « Chercheuses d’étoiles » : ces quatre femmes méconnues ont révolutionné notre vision de l’Univers », sur lemonde.fr, 8 août 2020 (consulté le 9 mars 2021).